# Alice Pascual
Pour les articles homonymes, voir Pascual.
Alice Pascual, née en 1986, est une actrice canadienne.

## Biographie
Alice Pascual est la fille d'un père français d'origine andalouse et d'une mère québécoise de Côte-Nord. Elle étudie au Conservatoire d'art dramatique de Montréal, dont elle est diplômée en 2009, puis commence une carrière au théâtre dans une vingtaine de productions,, jouant notamment des rôles particulièrement remarqués par la presse dans la pièce Terminus de Mark O'Rowe, mis en scène par Michel Monty en 2016, et surtout le rôle principal éponyme de Madame Catherine prépare sa classe de troisième à l'irrémédiable d'Elena Belyea – pièce faisant écho au phénomère des tueries en milieu scolaire – dans une mise en scène de Jon Lachlan Stewart en 2018 où elle est seule face au public dans une pièce interactive avec celui-ci mis en condition d'élèves,,.
Également actrice de doublage au Québec, Alice Pascual obtient par la suite des rôles à la télévision, notamment dans les séries Trop. et Épidémie, puis quelques rôles secondaires au cinéma.
Alice Pascual est la compagne de l'artiste et plasticien Alexis Aubin Laperrière

## Théâtre
- 2009 : Les Aventures de Lagardère d'après Paul Féval à La Roulotte
- 2010 : La Cerisaie d'Anton Tchekhov, m.e.s. Yves Desgagnés au Théâtre Jean-Duceppe – Douniacha
- 2012 : Tristesse animal noir d'Anja Hilling, m.e.s. Claude Poissant à l'Espace Go
- 2012 : Ce moment-là de Deirdre Kinahan, m.e.s. Denis Bernard au Théâtre La Licorne
- 2014-2016 : J'accuse d'Annick Lefebvre, m.e.s. Sylvain Bélanger au Théâtre d'Aujourd'hui[10]
- 2014 : Bienveillance de Fanny Britt, m.e.s. Claude Poissant à l'Espace Go
- 2015 : On ne badine pas avec l'amour d'Alfred de Musset, m.e.s. Claude Poissant au Théâtre Denise-Pelletier – Camille
- 2016 : Fredy d'Annabel Soutar, m.e.s. Marc Beaupré au Théâtre La Licorne
- 2016 : Terminus de Mark O'Rowe, m.e.s. Michel Monty au Théâtre La Licorne[2]
- 2017 : Quand la pluie s'arrêtera de Andrew Bovell, m.e.s. Frédéric Blanchette au Théâtre Jean-Duceppe[11]
- 2018 : Madame Catherine prépare sa classe de troisième à l'irrémédiable d'Elena Belyea, m.e.s. de Jon Lachlan Stewart au Théâtre Prospero – madame Catherine
- 2019 : La Maison aux 67 langues de Jonathan Garfinkel,  m.e.s. Philippe Lambert
- 2019 : Nelly et Sylvia, de et m.e.s. Claudia Larochelle à la Cinquième Salle de la Place des Arts : Sylvia Plath[12]
- 2020 : Sang, m.e.s. Brigitte Haentjens à l'Usine C

## Filmographie

### Télévision
- 2010 : Toute la vérité – Zoé
- 2011 : Yamaska (3 épisodes) – Élisabeth Atkins
- 2014 : 30 vies – Vanessa
- 2015 : Nouvelle Adresse – Me Kim Bérubé
- 2016 : Prémonitions (6 épisodes) – Marie
- 2017-2019 : O' – Justine
- 2017-2019 : Trop. (saisons 1 à 3, 18 épisodes) de Marie-Andrée Labbé – Manuela Sanchez
- 2019 : Fourchette ((web-série, 8 épisodes) de Sarah-Maude Beauchesne – Sophie
- 2020 : Épidémie (saison 1, 9 épisodes) – Yessica Flores
- 2021 : La Faille (saison 2)
- 2021 : Moi non plus (saison 1)

### Cinéma
- 2015 : Plage de sable (court métrage) de Marie-Ève Juste
- 2015 : Maurice (court métrage) de François Jaros – Sophie
- 2019 : Matthias et Maxime de Xavier Dolan – amie de Sarah
- 2021 : Maria d'Alec Pronovost – Laura

### Doublage
- 2021 : Encanto : La Fantastique Famille Madrigal : Luisa Madrigal (version québécoise)
- 2024 : Batman, le justicier masqué : Renee Montoya (version québécoise)